# Нордзель
Нордзель (нім. Nordsehl) — громада в Німеччині, розташована в землі Нижня Саксонія. Входить до складу району Шаумбург. Складова частина об'єднання громад Нідернверен.
Площа — 5,97 км2. Населення становить 694 ос. (станом на 31 грудня 2021).